# Django Reinhardt
Jean (Django) Reinhardt (Liberchies, 23 januari 1910 – Samois-sur-Seine (Fontainebleau), 16 mei 1953) was een Belgische manouche- ofwel Sinti-gitarist. Zijn voorliefde ging uit naar jazz. Hij ontwikkelde een heel eigen stijl die bekendstaat als jazz manouche of gipsyjazz en hij wordt nu beschouwd als een van de grootste musici uit de Belgische jazzgeschiedenis.

## Levensloop

### Jeugd

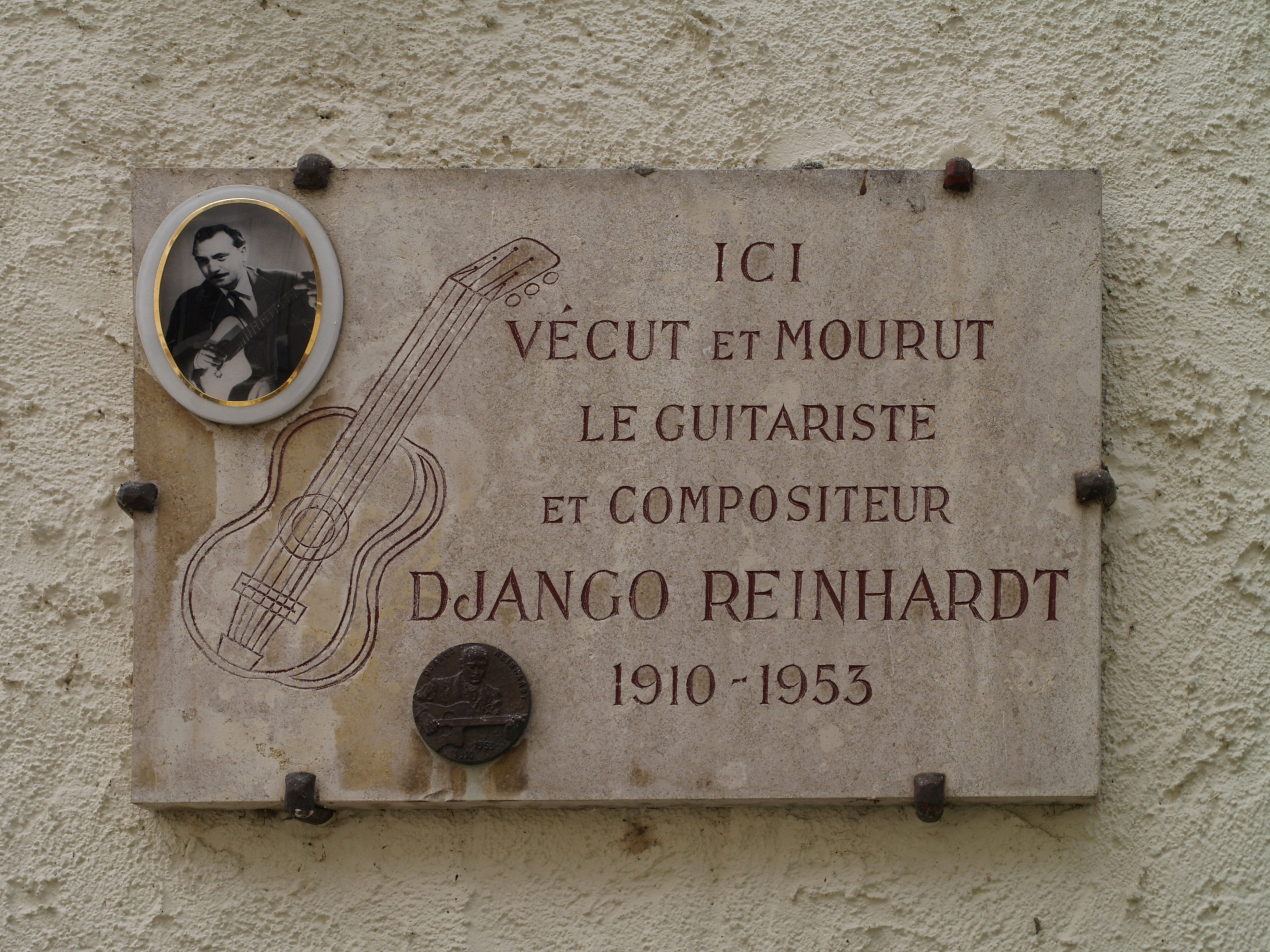
Herinnering aan Django Reinhardt

Reinhardt werd geboren in Liberchies, nu een deel van de fusiegemeente Pont-à-Celles (Henegouwen). Het dorp lag destijds op de grens van drie gemeenten (Liberchies, Luttre en Buzet) en zou door de Sinti zijn gekozen, omdat ze hun woonwagens dan gemakkelijk naar een andere gemeente konden verplaatsen als ze dreigden te worden uitgewezen. De familie trok door Frankrijk, Corsica en Noord-Afrika en Reinhardt groeide ten slotte op in een woonwagenkamp bij Parijs. Samen met zijn jongere broer leerde hij de gitaar, banjo en viool te bespelen, zonder muzieklessen te volgen. Reinhardt leerde pas in de jaren 30 lezen en schrijven van Stéphane Grappelli.
Als tieners traden de twee broers op in Parijs en namen deel aan de Bals musettes. In 1928 ontmoette hij bassist Louis Vola, die enkele jaren later lid zou worden van zijn kwintet. In datzelfde jaar nam hij ook zijn eerste plaat op.

### Verminkt
Op 26 oktober 1928 raakte Reinhardt (18 jaar) bij een brand in zijn woonwagen zwaargewond. De linkerzijde van zijn lichaam was ernstig verbrand en het linkerbeen moest geamputeerd worden. De bijgelovige Reinhardt weigerde dit pertinent. Door zijn verminkte linkerhand – waarbij de pink en ringvinger verlamd en misvormd waren – leek gitaarspelen niet meer mogelijk. Zijn broer bracht toch een gitaar naar zijn ziekenkamer en met volharding – hij verbleef bijna twee jaar in het ziekenhuis – leerde hij zichzelf opnieuw spelen en zo ontwikkelde hij zijn typische eigen stijl: de jazz manouche was geboren.

### Jazz
In 1931 liet de schilder Emile Savitry hem jazzmuziek horen, via opnamen van Louis Armstrong en Duke Ellington en vanaf toen zocht Reinhardt aansluiting bij de Franse jazzmuzikanten.
In 1934 ontmoette hij de violist Stéphane Grappelli in een nachtclub in Montparnasse. Het tweetal richtte samen met Reinhardts broer Joseph (slaggitaar), Roger Chaput (slaggitaar) en Louis Vola (contrabas) het Quintette du Hot Club de France op, een combinatie van louter snaarinstrumenten: viool, sologitaar, slaggitaar en contrabas. Hun eerste optreden had zoveel succes dat de platenfirma (Ultraphone) hen een contract aanbood. In 1937 traden Reinhardt en Grapelli met de Amerikaanse jazzviolist Eddie South op. Het kwintet bleef optreden tot vlak voor het uitbreken van de Tweede Wereldoorlog in 1939. Stéphane Grappelli bleef in Londen en Reinhardt reisde terug naar Parijs.

### De oorlog
Hoewel de nazi's tijdens de Tweede Wereldoorlog de zigeuners vervolgden, lieten zij de populaire Reinhardt ongemoeid. De Luftwaffe officier Dietrich Schulz-Kôhn, die na de oorlog bekend werd als radiopresentator Dr. Jazz, was dol op zijn muziek en hield hem de hand boven het hoofd. Reinhardt speelde onder andere het liedje "Bei mir bist du schön" – een Jiddisch lied van de hand van Sholom Secunda uit 1932, dat in Duitsland bijzonder populair was – en werd de beroemdste zigeunermuzikant van Europa. Hij werd zelfs gevraagd in Berlijn te komen spelen voor het Duitse opperbevel. In plaats van op het aanbod in te gaan, probeerde hij te vluchten. Bij de grens tussen Frankrijk en Zwitserland werd hij opgepakt, maar vervolgens op voorspraak van Dietrich Schulz-Kôhn weer vrijgelaten. In 1943 trad hij ook weer in zijn geboortedorp op. Via Amerikaanse militairen raakte zijn muziek aan het eind van de Tweede Wereldoorlog ook bekend in de Verenigde Staten en kwam hij in contact met Duke Ellington.

### Amerika
In 1946 speelde Reinhardt in Amerika, op uitnodiging, bij het orkest van Duke Ellington. De leden van dit fameuze orkest en de orkestleider waren verwonderd toen Reinhardt na de opmerking "Speel maar, ik volg wel" de mooiste improvisaties uit de mouw schudde. De Amerikaanse tournee werd echter geen succes: Reinhardt kon niet aarden in de VS en hield zich – zoals hij gewend was – niet aan de afspraken, wat in de Verenigde Staten gevoeliger lag dan in Parijs. Reinhardt kwam er in ieder geval wel in contact met Les Paul.

### Andere interesses
In 1948 begeleidde Reinhardt de eerste producties van Bobbejaan Schoepen, de eerste Belgische zanger die internationaal doorbrak. In 1947 en 1949 maakte Reinhardt weer opnamen met Stéphane Grappelli. Daarna toonde hij steeds meer belangstelling voor het nieuwe en muzikale grenzen verleggende genre bebop en hij begon ook vaker elektrisch te spelen. Naar het einde van zijn leven legde hij zich steeds meer toe op schilderen en vissen in het schilderachtige Samois-sur-Seine.

### Vroege dood
Reinhardt overleed in 1953 op 43-jarige leeftijd te Samois-sur-Seine (Fontainebleau) aan een hersenbloeding.

## Stijl

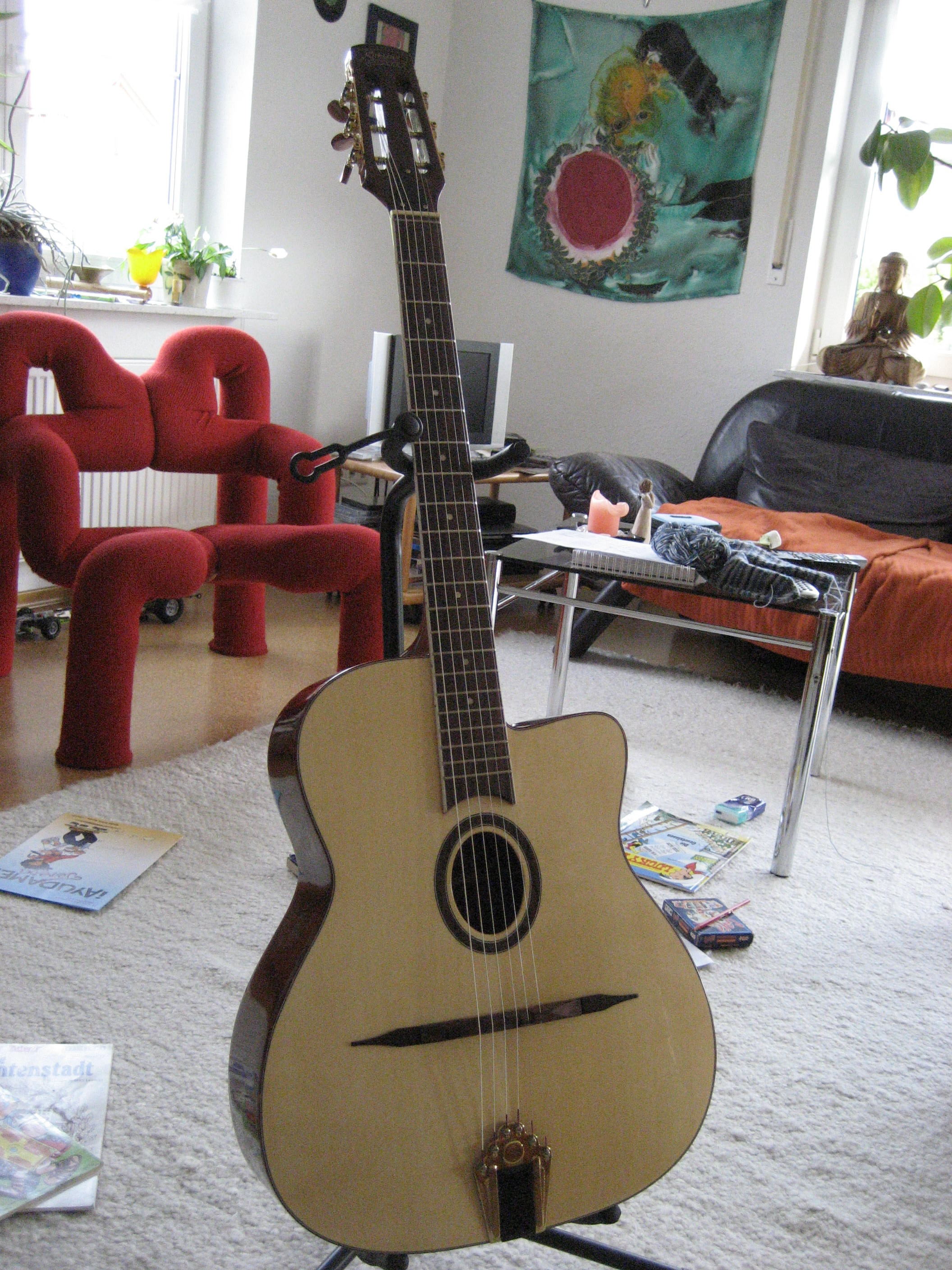
Kopie van een Selmer Maccaferri gitaar

Reinhardt bespeelde vaak grote akoestische gitaren, ontworpen door Mario Maccaferri en gebouwd door Henri Selmer. Zijn spel was virtuoos, emotioneel en inventief. Het kon snel en ontspannen tegelijk zijn.

## Improvisatie en compositie
Reinhardt kon net als veel andere Sinti-musici geen noten lezen. Anderen moesten voor hem de muziek  noteren. Het verhaal gaat dat hij improviseerde voor de klassiek gitarist Andrés Segovia en dat die hem vroeg waar hij de partituren kon kopen.
Reinhardt componeerde zo honderden stukken, waarvan er enkele uitgroeiden tot standards in de jazzmuziek, zoals Minor Swing (1937), Nuages (1940), Swing 42 (1941) en Djangology (1945).
Opmerkelijk is dat de 'Hot Club de France'-stijl door zijn zigeuneroorsprong een typisch Europese bijdrage aan de geschiedenis van de jazz heeft geleverd.

## Festivals
Elk jaar vinden er overal ter wereld 'Django Reinhardt-festivals' plaats. Onder meer in het Franse Samois-sur-Seine wordt sinds 1983 een festival gehouden. In 2004 werd besloten dat het festival jaarlijks rond zijn sterfdag zal plaatsvinden. Ook in Liberchies – Reinhardts geboorteplaats – wordt sinds 2002 een swingfestival gehouden. Er staat een gedenksteen bij het weiland waar Reinhardt is geboren. Daarop staat overigens zijn naam zoals ingeschreven in het geboorteregister: Reinhart in plaats van met dt. Het Belgisch jazzfestival Djangofolllies herdenkt jaarlijks in januari Reinhardts verjaardag. Op het podium Bosvreugd in Tilburg vindt sinds 2011 jaarlijks in augustus het Django Reinhardt Festival plaats.

## Invloeden
Wereldwijd zijn er veel groepen en duizenden gitaristen die deze jazz à la Manouche spelen. De latere zanger Sacha Distel bijvoorbeeld werd als jonge man gegrepen door het gitaarspel van zijn oom Django. Voor veel Sintimuzikanten in Frankrijk, België, Duitsland en Nederland is de muziek van Reinhardt deel van hun leven. Koen De Cauter en zijn Waso Quartet, Hans Mortelmans en de solist Fapy Lafertin werkten jarenlang aan de verspreiding van deze muziek in België en Nederland. Nederland kent onder meer het Rosenberg Trio, Paulus Schäfer, Sonnekai, Hot Club de Frank en violist Tim Kliphuis.
Les Paul, bluesgitarist B.B. King en ook vele muzikanten uit het pop-spectrum zijn door Reinhardts stijl beïnvloed. Dat geldt evenzeer voor Glen Campbell, The Allman Brothers, Jimi Hendrix, Pink Floyd, Dire Straits, Hank Marvin, Tony Iommi (gitarist van Black Sabbath) en Grateful Dead.

## Reinhardt in populaire cultuur
Reinhardt komt voor in verschillende films, zoals in de openingsscène van de animatiefilm Les triplettes de Belleville (2003). De derde en vierde vinger van de animatie-Reinhardt zijn daar aanzienlijk kleiner dan de vingers die gebruikt worden voor gitaarspel.
Reinhardt stond model voor de fictieve Amerikaanse gitarist Emmet Ray (gespeeld door Sean Penn) in Woody Allens film Sweet and Lowdown (1999). Emmet Ray vindt zichzelf de beste van de wereld, met uitzondering van "die zigeuner in Parijs". Voor het gefingeerde levensverhaal van deze Emmett Ray leende Woody Allen vele anekdotes uit de biografie Django Reinhardt van Charles Delauney, zoals het voortdurend te laat of helemaal niet op komen dagen; het rampzalige idee van de zwevende maan waarin de gitarist plaatsneemt, zijn hoogtevrees en de buitensporige gages die hij vraagt (en die hij na het concert met plezier vergokt). Gitarist Howard Alden leverde zijn bijdrage aan de soundtrack.
Reinhardt is ook geportretteerd door gitarist John Jorgenson in de film Head in the Clouds. In de klassieke Italiaanse western Django is de held waarschijnlijk genoemd naar Reinhardt. Tijdens het hoogtepunt van de film moet hij noodgedwongen schieten met verminkte handen. Reinhardt is ook het idool van het personage Arvid in de film Swing Kids, wiens linkerhand verminkt raakt door toedoen van een lid van de Hitlerjugend, maar die net als Reinhardt volhardend doorgaat.
Reinhardts muziek is gebruikt in veel films, waaronder The Matrix (1999), The Aviator (2004) en Chocolat (2001). Zijn muziek komt ook voor in de soundtrack van videogames, zoals Mafia (2002) en Bioshock (2007).
In de tekst van het Noorse lied "Tanta til Beate" van Lillebjørn Nilsen komt de naam van Reinhardt een aantal keer voor.

## Discografie

### Albums
| Album met eventuele hitnotering(en) in de Nederlandse Album Top 100 | Datum van verschijnen | Datum van binnenkomst | Hoogste positie | Aantal weken | Opmerkingen      |
| ------------------------------------------------------------------- | --------------------- | --------------------- | --------------- | ------------ | ---------------- |
| Paris 1945                                                          | 1945                  | -                     |                 |              | Columbia         |
| At Club St. Germain                                                 | 1951                  | -                     |                 |              | Honeysuckle Rose |
| Django Reinhardt and the Hot Club Quintet                           | 1951                  | -                     |                 |              | Dial             |
| Django Reinhardt et Ses Rythmes                                     | 1953                  | -                     |                 |              | Blue Star        |
| The Great Artistry of Django Reinhardt                              | 1954                  | -                     |                 |              | Clef             |
| Django's Guitar                                                     | 1955                  | -                     |                 |              | Angel            |
| Django Reinhardt and His Rhythm                                     | 1959                  | -                     |                 |              | Felsted          |
| Imagine                                                             | 1996                  | -                     |                 |              | RDC              |
| All Star Sessions                                                   | 2001                  | -                     |                 |              | Note             |
| Jazz in Paris: Nuages Gitanes                                       | 2003                  | -                     |                 |              | Productions      |
| Jazz in Paris: Nuits de Saint-Germain des-Prés                      | 2003                  | -                     |                 |              | Sunnyside        |
| Le Genie                                                            | 2004                  | -                     |                 |              | Vagabond         |

## Trivia
- In 2005/2006 hield Jan Akkerman een theatertournee ter ere van Django Reinhardt.
- De film Swing uit 2002 beschrijft het leven van de Sinti zoals Reinhardt leefde en is hiermee ook een 'ode' aan hem. Mandino Reinhardt, een nakomeling van Django Reinhardt, speelt erin mee.
- Het webapplicatie-framework Django is vernoemd naar Django Reinhardt.[1]